# Orliénas
Orliénas ist eine französische Gemeinde mit 2633 Einwohnern (Stand: 1. Januar 2022) im Département Rhône in der Region Auvergne-Rhône-Alpes. Administrativ gehört die Gemeinde zum Arrondissement Lyon und ist Teil des Kantons Saint-Symphorien-d’Ozon (bis 2015: Kanton Mornant). Die Einwohner werden Orliénasiens genannt.

## Geographie
Orliénas liegt etwa 15 Kilometer südwestlich von Lyon am südlichen Fuße der Monts du Lyonnais des Zentralmassivs. Die kleinen Flüsse Merdanson und Casamona durchqueren die Gemeinde.

### Nachbargemeinden
Die Nachbargemeinden von Orliénas sind Soucieu-en-Jarrest im Norden und Westen, Brignais im Nordosten, Vourles im Osten, Taluyers im Süden sowie Saint-Laurent-d’Agny im Südwesten.

## Bevölkerungsentwicklung
| Jahr                       | 1962 | 1968 | 1975 | 1982 | 1990 | 1999 | 2006 | 2017 |
| -------------------------- | ---- | ---- | ---- | ---- | ---- | ---- | ---- | ---- |
| Einwohner                  | 886  | 984  | 1184 | 1482 | 1617 | 1976 | 2156 | 2444 |
| Quellen: Cassini und INSEE |      |      |      |      |      |      |      |      |

## Sehenswürdigkeiten
- Kirche von 1873
- Alte Priorei
- Reste der mittelalterlichen Ortsbefestigung

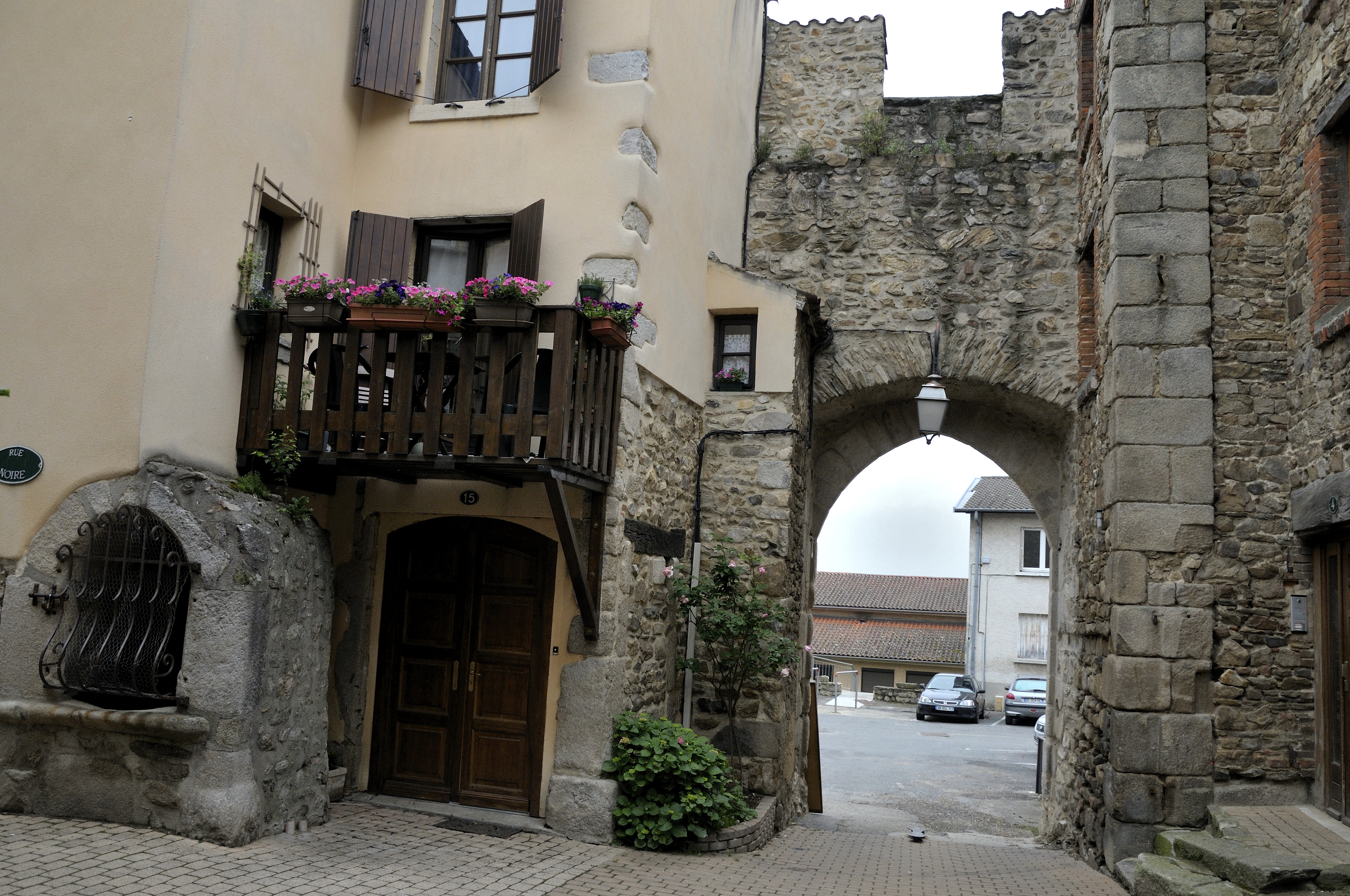
Reste der Befestigung mit dem Tor

## Persönlichkeiten
- Victor Tardieu (1870–1937), Maler